# Projeção de Albers

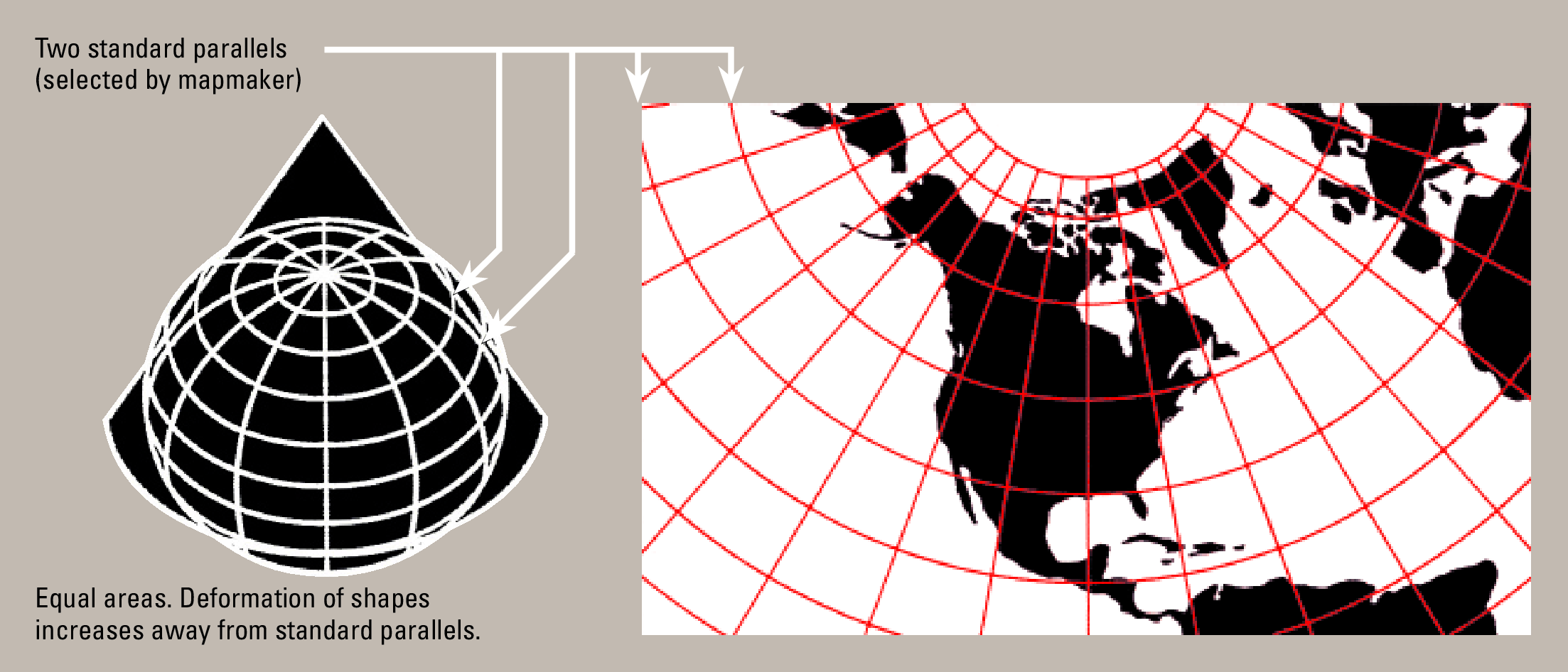
Representação do cone sobre o globo (esquerda), e o resultado da projeção centrada no mapa dos Estados Unidos.

A projeção de Albers é uma projeção cônica equivalente  com dois paralelos padrões, também chamada de projeção cônica equivalente de Albers.
É a projeção padrão usada na Colúmbia Britânica. A projeção de Albers  é usada também  nos EUA pelo United States Geological Survey e o United States Census Bureau, e no Brasil pelo IBGE.

## Fórmulas na esfera
Snyder  descreve as fórmulas da projeção e suas características em coordenadas esféricas. 
Com referência ao seu datum (ex. WGS84) as coordenadas de latitude e longitude  podem ser transformadas em coordenadas de projeção cônica de área igual de Albers com as seguintes fórmulas, onde {\displaystyle {R}} é o raio, {\displaystyle \lambda } é a longitude, {\displaystyle \lambda _{0}} a longitude de referência, {\displaystyle \varphi } a latitude, {\displaystyle \varphi _{0}} a latitude de referência e, {\displaystyle \varphi _{1}} e {\displaystyle \varphi _{2}} os paralelos padrão:
{\displaystyle {\begin{aligned}x&=\rho \sin \theta \\y&=\rho _{0}-\rho \cos \theta \end{aligned}}}
onde 
{\displaystyle {\begin{aligned}n&={\tfrac {1}{2}}\left(\sin \varphi _{1}+\sin \varphi _{2}\right)\\\theta &=n\left(\lambda -\lambda _{0}\right)\\C&=\cos ^{2}\varphi _{1}+2n\sin \varphi _{1}\\\rho &={\tfrac {R}{n}}{\sqrt {C-2n\sin \varphi }}\\\rho _{0}&={\tfrac {R}{n}}{\sqrt {C-2n\sin \varphi _{0}}}\end{aligned}}}

## No Brasil
Esta projeção também é usada no Brasil, pelo IBGE, para calcular as áreas dos municípios e na Grade Estatística, utilizando os seguintes parâmetros:
Coordenadas de origem: Longitude =  -54°      Latitude = -12°
  Paralelo padrão: Paralelo_1 = -2°     Paralelo_2 =  -22°.
O sistema de referência utilizado foi o Sistema de Referência Geocêntrico para as Américas (SIRGAS2000), conforme Resolução do Presidente do IBGE Nº 1/2005  .

## Ilustrações

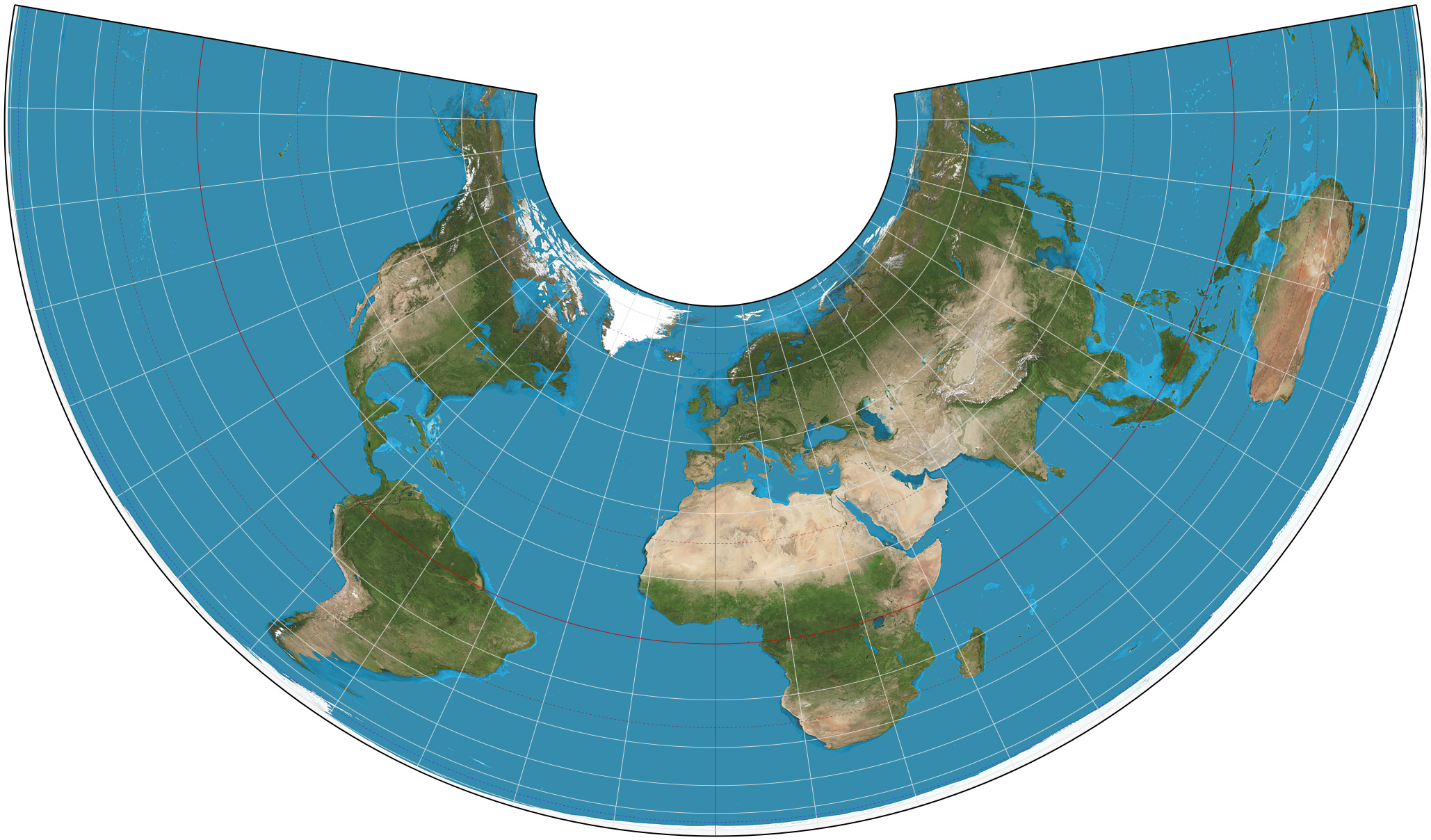
Mapa do mundo, paralelos padrões 20°N e 50°N.
Comparando as projeções Albers e Mercator quando devidamente ajustadas ao território brasileiro. Não são tão diferentes, mas Albers garante medidas de área consistentes.
A projeção de Albers com indicadores visuais de deformação (indicatrix de Tissot), paralelos padrões 15°N e 45°N.